# Jerobeam (Band)
Jerobeam war eine Hamburger Pop-Band, deren Musik unter anderem vom Folk und Blues beeinflusst wurde.

## Geschichte
An der ersten Veröffentlichung What’s The Deal? (auf dem Label Polydor), die noch stark von elektronischen Sounds und Elementen des Hip-Hop geprägt war, waren neben Lennart A. Salomon (Sono) acht andere Musiker beteiligt, darunter u. a. Musiker der Band Mardi Gras.bb, wie bspw. Erwin Ditzner als Schlagzeuger und Robert Göhring als Posaunist.
Erst auf dem zweiten Album Confidential Breakfast, Veröffentlichungen von nun an auf Hazelwood Vinyl Plastics, waren am Schlagzeug Benny Greb und am Bass Thomas Merkel zu hören. Auch der Stil änderte sich und von nun an führte der simple Gitarrensound in Richtung Pop. Nach rund vierjähriger Pause veröffentlichte Jerobeam das dritte und letzte Album How One Becomes What One is. Hierauf enthalten ist die einzige von Jerobeam gespielte Coverversion des Countryklassikers Folsom Prison Blues von Johnny Cash.
Nach einer längeren Tour mit der befreundeten Band John Q Irritated verkündete Jerobeam Ende 2009 die Auflösung.
Als Grund gab die Band an:

„In all den Jahren, in denen wir unterwegs waren und Platten gemacht haben, haben wir es nicht geschafft, eine Struktur aufzubauen, die sich selber trägt. Wir haben es auch nicht geschafft eine Vision umzusetzen, die Aussage genug hat um sich selbst zu tragen.“

## Diskografie
- 2003: What’s the Deal?! (Polydor)
- 2004: Confidential Breakfast (Hazelwood Vinyl Plastics)
- 2008: How One Becomes What One Is (Hazelwood Vinyl Plastics)